# Гарфілд 2: Історія двох кішечок
«Гарфілд 2: Історія двох кішечок» (англ. Garfield: A Tail of Two Kitties), або просто «Гарфілд 2» — комедійний фільм 2006 року, продовження фільму «Гарфілд» (2004). Заснований на персонажах коміксів, придуманих Джимом Девісом. Фільм із поєднанням живих акторів і комп'ютерної анімації.
Вийшов у прокат в США 16 червня 2006 року, у Великій Британії — 21 липня цього ж року, а в Україні — 17 серпня 2006 року.

## Сюжет
Королівський кіт по кличці Принц живе в своєму затишному маєтку Керолайл. Він не знає іншого життя. А сам Гарфілд теж живе як король, але його життя трохи відрізняється від життя Принца. Його господар Джон Арбакл готується до побачення зі своєю подругою Ліз, однак вона говорить, що на наступний день вилітає до Лондона. Джон вирішує піти за нею. Гарфілда і Одді він залишає в притулку для тварин. Тварини все ж вибираються на свободу і сідають в його машину. Джон поселяється в той же готель, що й Ліз. Там він хоче зробити їй пропозицію.
У замку живе людина на ім'я Лорд Даргіс. Він ненавидить тварин і мріє стати королем маєтку. Померла власниця замку, Леді Еленор, яка доводиться Даргісу тіткою, заповідає своє багатство Принцу, що викликає у Даргіса невдоволення. Однак один з юристів каже Даргісу, що після смерті Принца спадок цілком перейде до Даргіса. Звістка про те, що Принц став королем, радує всі обори. Однак пізніше Даргіс позбавляється від Принца, викидаючи його в річку. Тварини швидко дізнаються про те, як лорд вчинив з новим королем.
Джон і Ліз, які побачилися в готелі, вирішують прогулятися по Лондону. Несподівано з'являються Гарфілд з Одді. Джон не випускає Гарфілда на вулицю, тому що не хоче його втратити. Тварини використовують прекрасний момент для втечі, проте так і не знаходять Джона. В одному з перехресть Гарфілда підбирає дворецький Смітті, приймаючи його за Принца (Принц і Гарфілд схожі, як дві краплі води). На відміну від Даргіса, Смітті любить тварин. Тим часом Принц вибирається з каналізації. Джон зустрічає брудного Принца. Він підбирає кота, приймаючи його за Гарфілда.
Даргіс дзвонить містеру Хоббсу (одному з юристів, який оголошував заповіт). Даргіс прикидається, ніби плаче про смерть Принца. Юристи все-таки щось підозрюють і відправляють в замок одного зі своїх людей — леді Вестмінстер. Лорд розповідає їй (і підслуховуючим тваринам), що хоче знести обори і побудувати на його місці курортно-оздоровчий комплекс, а тварин подати на стіл гостям. Через деякий час містер Хоббс дзвонить Даргісу і каже, що якщо до понеділка Принц не знайдеться, то влада повністю переходить в руки лорда.
А в готелі Джона Принц вирішує бігти назад у замок. Він знаходить карту із замками Англії і тікає. Одді показує Джону газету з фотографією Принца, і той розуміє, що Гарфілда могли з ним переплутати. Даргіс намагається випробувати всі способи, щоб зловити Гарфілда-Принца, і спускає з ланцюга собаку, натаскану на кішок. Однак чотириногі мешканці замку переучують його кусати Даргіса. Через деякий час Даргіс ловить Гарфілда, проте в той же час прибувають і юристи. Даргіс замикає Гарфілда в темниці, звідки його звільняють придворний пес Вінстон і одна з тварин. На сходах замку Гарфілд зустрічає Принца.
Принц говорить оборі, щоб вони пішли в іншу землю. Гарфілд запевняє його, що Даргіса легко здолати. Тварини підлаштовують для Даргіса засідку. В результаті юристи застають його в порваному одязі. Містер Хоббс запитує, що трапилося. Даргіс каже: «Важкий у мене сьогодні видався деньок, а цей кіт просто не хоче вмирати». Потім він дістає арбалет і загрожує юристам, що якщо вони не перепишуть маєток на нього, він їх уб'є. У той же час з'являються Одді і Джон. Даргіс бере в заручники Ліз, взявши рушницю. Принц кличе тхора, який покусує йому ноги. Лорда забирає поліція. Джон робить пропозицію Ліз, і вона погоджується. Тепер Джон і Ліз щасливі так, як ніколи.

## У ролях
- Брекін Меєр — Джон Арбакл
- Дженніфер Лав Г'юїтт — Ліз Вілсон
- Біллі Конноллі — Лорд Даргіс
- Білл Мюррей — Гарфілд (голос)
- Йен Еберкромбі — дворецький Смітті
- Роджер Рис — містер Хоббс, адвокат
- Люсі Девіс — Еббі Вестмінстер
- Ріс Іванс — МакБанні (голос)
- Аманда Хайнджерс — Люсинда
- Лєна Кардвелл — підліток-турист
- Вероніка Алісіно — асистент ветеринара
- Роско Лі Браун — закадровий текст

## Український дубляж
Дубльовано студією «1+1» у 2012 році.

### Ролі дублювали:
- Гарфілд — Андрій Бурлуцький
- Принц — Максим Кондратюк
- Брекін Маєр — Дмитро Завадський
- Дженніфер Лав Г'юіт — Юлія Перенчук
- Єн Аберкромбі — Олександр Завальський
- Білл Конноллі — Олег Лепенець
- Річард Ґрант (папуга) — Юрій Коваленко
- голос із телевізора — Андрій Твердак
- Роджер Рис/Містер Гобс — Олесь Гімбаржевський, Олена Яблучна
- Боб Госкінс/Вінстон — Анатолій Зіновенко, Михайло Жонін
- Ґреґ Елліс/Найджел (тхір) — Юрій Кудрявець, Наталя Ярошенко

А також: Людмила Ардельян, Ніна Касторф та ін.